# UFC on ESPN: Holm vs. Aldana
UFC on ESPN: Holm vs. Aldana (conosciuto anche come UFC on ESPN 16, oppure UFC Fight Island 4) è stato un evento di arti marziali miste tenuto dalla Ultimate Fighting Championship il 4 ottobre 2020 al Flash Forum dell'Isola di Yas, negli Emirati Arabi Uniti.

## Risultati
|                  | Divisione             |                      |                 |                  | Metodo                                     | Round           | Tempo           | Premio          |
| Card Principale  | Card Principale       | Card Principale      | Card Principale | Card Principale  | Card Principale                            | Card Principale | Card Principale | Card Principale |
| ---------------- | --------------------- | -------------------- | --------------- | ---------------- | ------------------------------------------ | --------------- | --------------- | --------------- |
|                  | Pesi gallo femminili  | Holly Holm           | batte           | Irene Aldana     | Decisione unanime (50–44, 50–45, 50–45)    | 5               | 5:00            |                 |
|                  | Pesi massimi          | Carlos Felipe        | batte           | Yorgan De Castro | Decisione unanime (30–27, 30–27, 29–28)    | 3               | 5:00            |                 |
|                  | Pesi gallo femminili  | Germaine de Randamie | batte           | Julianna Peña    | Sottomissione tecnica (guillotine choke)   | 3               | 3:25            | POTN            |
|                  | Pesi gallo            | Kyler Phillips       | batte           | Cameron Else     | KO tecnico (pugni e gomitate)              | 2               | 0:44            | POTN            |
|                  | Pesi medi             | Duško Todorović      | batte           | Dequan Townsend  | KO tecnico (pugni)                         | 2               | 3:15            | POTN            |
| Card Preliminare |                       |                      |                 |                  |                                            |                 |                 |                 |
|                  | Pesi welter           | Carlos Condit        | batte           | Court McGee      | Decisione unanime (30–27, 30–27, 30–27)    | 3               | 5:00            |                 |
|                  | Pesi piuma            | Charles Jourdain     | vs.             | Josh Culibao     | Pareggio non unanime (30–27, 28–29, 28–28) | 3               | 5:00            |                 |
|                  | Pesi medi             | Nassourdine Imavov   | batte           | Jordan Williams  | Decisione unanime (29–27, 29–27, 29–28)    | 3               | 5:00            |                 |
|                  | Pesi paglia femminili | Konklak Suphisara    | batte           | Jinh Yu Frey     | Decisione unanime (30–27, 30–27, 29–28)    | 3               | 5:00            |                 |
|                  | Pesi gallo            | Casey Kenney         | batte           | Heili Alateng    | Decisione unanime (30–25, 30–26, 30–27)    | 3               | 5:00            |                 |
|                  | Pesi leggeri          | Luigi Vendramini     | batte           | Jessin Ayari     | KO tecnico (calcio alla testa e pugni)     | 1               | 1:12            | POTN            |

## Premi
I lottatori premiati ricevettero un bonus di 50.000 dollari.
Legenda:
- FOTN: Fight of the Night (vengono premiati entrambi gli atleti per il miglior incontro dell'evento)
- POTN: Performance of the Night (viene premiato il vincitore per la migliore performance dell'evento)